# 南条元続
南条 元続（なんじょう もとつぐ）は、戦国時代から安土桃山時代にかけての武将、大名。

## 生涯
天文18年（1549年）、伯耆国の国人・南条宗勝の嫡男として生まれた。
天正3年（1575年）、父・宗勝の死によって家督を継ぎ、同年に毛利氏一族の吉川元春から家督および所領を安堵されている。
ところが織田信長の勢力が因幡国へも伸長して来るに及んで、尼子氏の遺臣・福山茲正の仲介で毛利氏から離れ、織田氏へと気脈を通じるようになった。
天正8年（1579年）9月、福山茲正らを殺害した重臣の山田重直の居城・堤城を攻撃、重直・信直父子を鹿野へ敗走させ、毛利氏と完全に決裂した。豊臣秀吉の鳥取城攻撃の際は、羽衣石城にあって毛利氏の鳥取救援を妨害し、鳥取落城を早める一因を作った。
天正10年（1582年）9月、毛利氏の猛攻を受けて羽衣石城は落城するが、天正12年（1584年）の羽柴氏と毛利氏の和睦により、八橋川以東の伯耆東3郡6万石（一説に4万石）の領有が認められ、羽衣石城に復帰した。
以後は秀吉の傘下に入り、九州征伐にも亀井茲矩、宮部継潤、荒木重堅、垣屋光成らとともに加わる。
天正15年（1587年）7月27日には、従五位下・右衛門尉に補任された。後に伯耆守に補任されるも中風を病んで政務を行えなくなり、代わりに弟の小鴨元清が政務を執ったが、天正18年（1590年）の小田原征伐には自ら出向いた。
天正19年（1591年）7月17日、病没。同国久米郡定光寺と羽衣石城下の景宗寺に葬られた。享年43。